# 奥东河畔布雷特维尔
奥东河畔布雷特维尔（法語：Bretteville-sur-Odon，法語發音：[bʁɛtvil syʁ ɔdɔ̃] ⓘ），法国西北部城市，诺曼底大区卡尔瓦多斯省的一个市镇，隶属于卡昂区，其市镇面积为6.46平方公里，2022年1月1日时人口数量为4,392人，在法国城市中排名第2,821位。
奥东河畔布雷特维尔位于卡尔瓦多斯省中北部，省会卡昂市区西侧，奥东河左岸，是卡昂的一个卫星城。

## 地名来源
“布雷特”一名来源于古法语单词“Bret”，意为“不列颠人”或“布列塔尼人”，可能与当地历史上在此活动的不列颠或布列塔尼部落有关。

## 历史
奥东河畔布雷特维尔历史上长期为诺曼底地区的一处普通农业村落，当地领主曾在此修建了一处家族宅院，后扩建成为男爵庄园。法国大革命后，奥东河畔布雷特维尔成为卡尔瓦多斯省的一个市镇。第二次世界大战期间，奥东河畔布雷特维尔及其附近区域在诺曼底登陆战役中遭到严重破坏。二战后，随着卡昂的城市扩张，奥东河畔布雷特维尔人口数量逐年增加。

## 地理

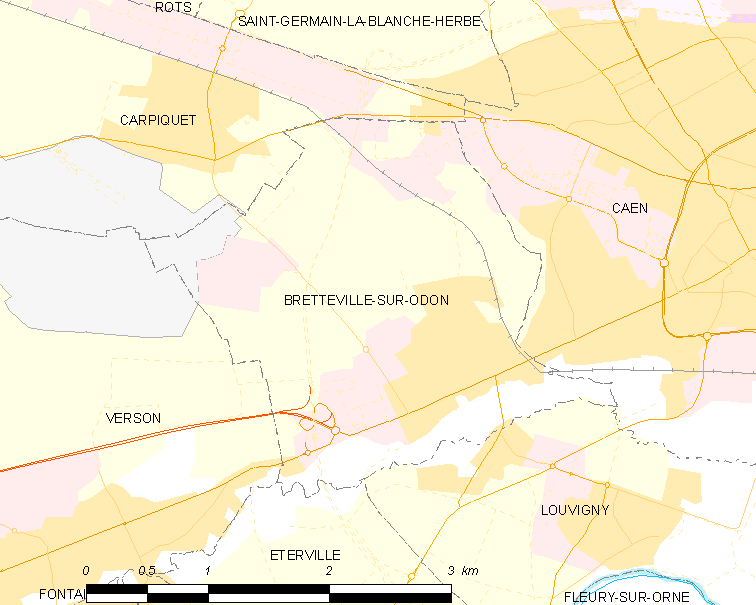
奥东河畔布雷特维尔市镇范围地图

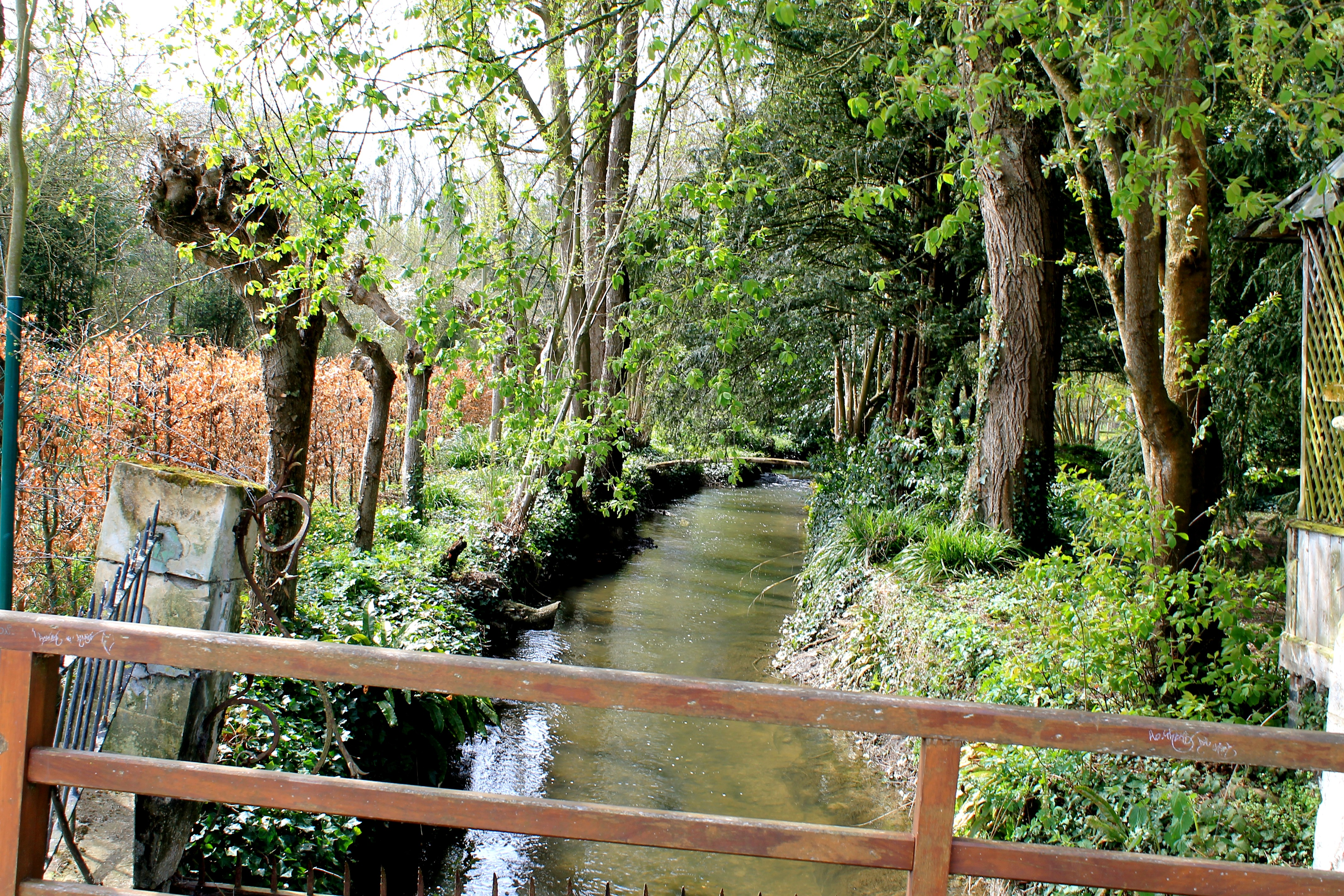
奥东河畔布雷特维尔境内的奥东河

奥东河畔布雷特维尔位于法国西北部，诺曼底大区中部和卡尔瓦多斯省中北部，距离省会卡昂大约3公里。与奥东河畔布雷特维尔接壤的市镇包括：卡昂、卡尔皮凯、埃泰尔维尔、卢维尼、韦尔松。

### 地形
奥东河畔布雷特维尔位于诺曼底丘陵北部，境内以平原和浅丘为主，市镇中心地势较为平坦，全境海拔在5到72米之间。

### 水文
奥东河自西向东流经境内，该河是奥恩河的左岸支流，该河独立注入拉芒什海峡。

### 植被
奥东河畔布雷特维尔属于温带阔叶混交林区，奥东河公园（Parc de l'Odon）是当地主要的城市绿地。
在鲜花城市的评比中，奥东河畔布雷特维尔暂未被评级。

### 气候
奥东河畔布雷特维尔在柯本气候分类法中属于温带海洋性气候。

## 行政区划
奥东河畔布雷特维尔是法国诺曼底大区卡尔瓦多斯省的一个市镇，编号为14101，它也是卡尔瓦多斯省的一个副省会。奥东河畔布雷特维尔隶属于卡昂区、卡尔瓦多斯省第一选区以及卡昂第一县，同时也是卡昂海滨城市公共社区的组成部分。
法国国家统计与经济研究所（简称）在进行数据统计时，将奥东河畔布雷特维尔及相邻的另外23个市镇设为卡昂城市核心区，并将包括核心区在内的周边共233个市镇划为卡昂城市区。自2020年起，卡昂城市区被包含296个市镇的卡昂城市辐射区代替。此外，还将奥东河畔布雷特维尔市镇整体看作一个“块区”（IRIS），以便于统计人口分布情况。

## 交通

### 公路
多条卡尔瓦多斯省省道在奥东河畔布雷特维尔境内交汇，诺曼底大区下属的城际客运提供巴士线路，可前往维尔诺曼底、奥东河畔格兰维尔等地。
| 1 | 14 |

| 卡昂 | 4 |

| 伊夫 | 10 |

| 巴约 | 28 |

2018年，85%的奥东河畔布雷特维尔家庭拥有至少一辆私人汽车。2019年，奥东河畔布雷特维尔境内共发生各类交通事故4起，造成6人受伤。

### 铁路
奥东河畔布雷特维尔位于芒特拉若利－瑟堡铁路上，该铁路在奥东河畔布雷特维尔境内未设站点。距离奥东河畔布雷特维尔最近的运营中的客运铁路车站为6公里外的卡昂站，该站停靠前往巴黎、鲁昂、瑟堡和阿朗松四个方向的区域列车。

### 航空
距离奥东河畔布雷特维尔最近的民用航空站为卡昂机场，距离奥东河畔布雷特维尔市中心的公路里程约5公里。

### 城市公共交通
奥东河畔布雷特维尔城市公共交通（商业名称为）是当地的城市公共交通系统。截至2022年11月，该系统共包括条公交线路，其中11路和32路经过了奥东河畔布雷特维尔市区内的主要街道和居民区。

## 政治

### 市政内阁

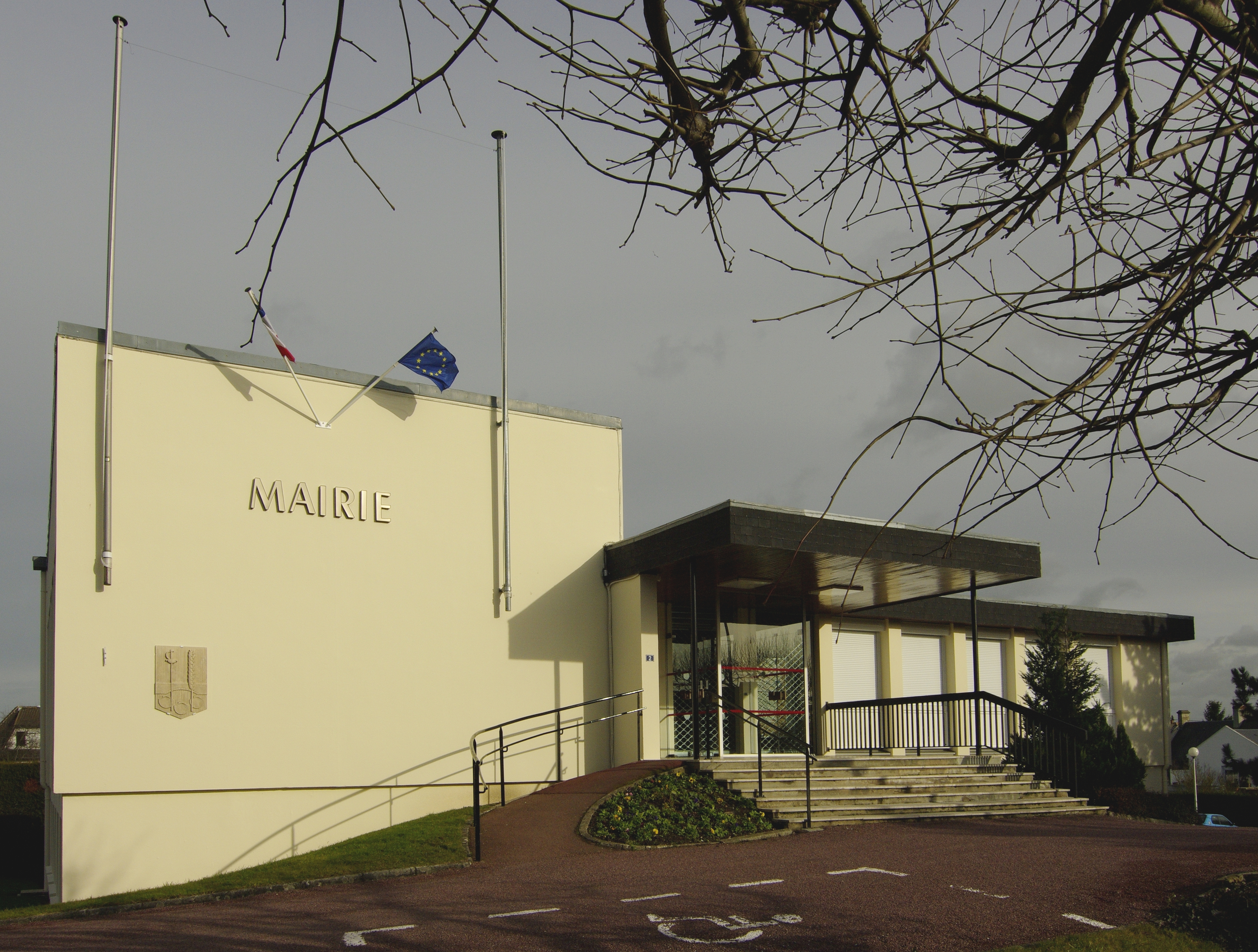
奥东河畔布雷特维尔市政厅

奥东河畔布雷特维尔的现任市长为帕特里克·勒卡普兰先生（Patrick LECAPLAIN），他是一名中间派，在2020年的市政选举中获得了53.84%的支持率。
在2022年的法国总统大选中，法国第25任总统埃马纽埃尔·马克龙在奥东河畔布雷特维尔获得了77.23%的支持率。

## 人口
2018年，奥东河畔布雷特维尔市镇人口数量为3,919，在法国排名第2,821位。其中男性1,815人，女性2,104人，75岁及以上人口占11.0%，外籍人口数量为67人，人口密度为607人/平方公里，当地居民被称为（男性）或（女性）。2019年，奥东河畔布雷特维尔境内出生48人，死亡人口46人。
| 奥东河畔布雷特维尔1901年－2019年人口变化情况 |
|                                              |
| 数据来源：Cassini、INSEE                     |

## 经济
奥东河畔布雷特维尔是卡昂的一个近郊卫星城。截止2022年9月，奥东河畔布雷特维尔市镇范围内共有各类用人单位（包含自雇）809家，平均历史为13年，其中99.38%为中小型企业（PME），2022年9月至11月间，当地的经济活力指数为1.11%。（汽车销售）、（外科医疗器械）及（外科医疗器械）是当地2021年营业额最高的三个企业，分别为40,108,915欧元3,714,565欧元和1,341,143欧元。

## 财政与居民收入
2020年，奥东河畔布雷特维尔的财政收入总额为2,934,680欧元，财政支出总额为2,468,210欧元，当年的债务总额为2,489,290欧元。2021年，奥东河畔布雷特维尔共获得204,381欧元的国家财政补助，比上一年减少了2.15%。
2019年，奥东河畔布雷特维尔的人均月收入总额为2,490欧元，其中高级职员为3,990欧元，低于法国平均水平（4,230欧元）；中级职员为2,423欧元，高于法国平均水平（2,411欧元）；普通职员为1,687欧元，低于法国平均水平（1,740欧元）。
2018年，奥东河畔布雷特维尔境内的青壮年（15至64岁）失业率为9.7%，当地60.3%的家庭拥有纳税资格，平均纳税4,031欧元，高于法国平均水平（3,910欧元）。

## 社会事务

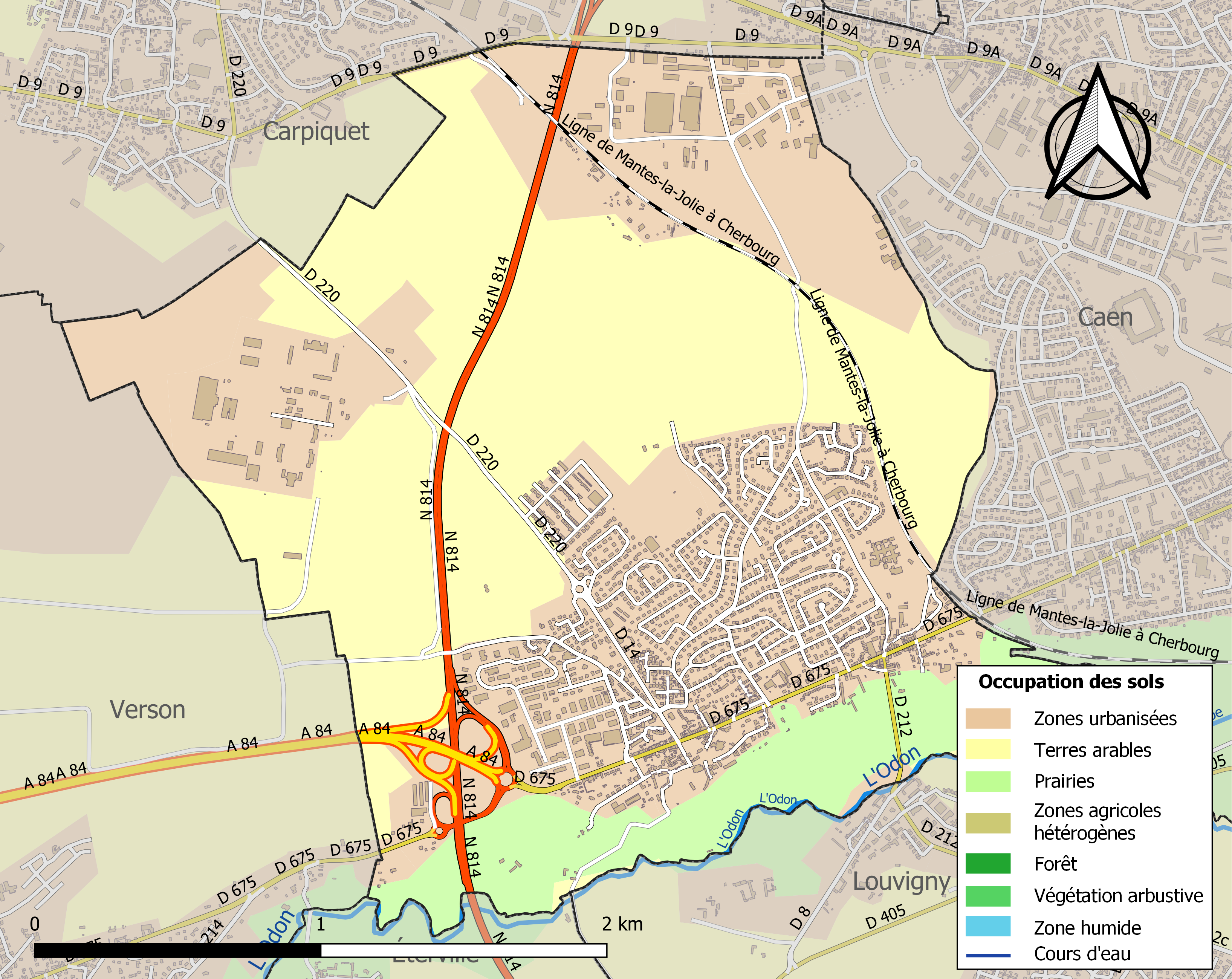
奥东河畔布雷特维尔土地利用情况地图

### 教育
奥东河畔布雷特维尔属于诺曼底学区。截止2020年1月1日，奥东河畔布雷特维尔境内有1所小学。

### 医疗
截止2020年1月1日，奥东河畔布雷特维尔境内共有全科医生5名、保健师14名、牙医1名和护士3名。境内共有药房2家、养老院2家、残疾人帮扶中心2家。
奥东河畔布雷特维尔是卡昂大学中心医院的服务范围，后者是法国的一个区域性医疗机构及教学医院，其主病区位于卡昂市区以北，距离奥东河畔布雷特维尔市区的正常车程约13分钟，该院设有床位1,516个，是当地规模最大的公立综合性医院。

### 住房
2018年，奥东河畔布雷特维尔境内共有各类住房1,927套，其中73.9%为独立式居民区，25.1%为集中式居民区。常住房屋占奥东河畔布雷特维尔市镇范围内居民建筑总量的92.2%。
在住房保障政策方面，2020年，奥东河畔布雷特维尔境内共有220户家庭获得了住房经济补助，受益人数占总人口数量的5.6%，其中214份为房租补助。

### 商业
2019年，奥东河畔布雷特维尔境内共有各类实体商铺118家，其中餐厅8家、大型超市2家、杂货店0家、面包房2家、肉铺1家、书店1家、装饰品店2家、银行门店1家、美容美发店5家、汽车维修店7家。市区西部建有一家家乐福超市。

### 体育
2020年，奥东河畔布雷特维尔境内共有3间体育馆、2座综合体育场、2处网球场、1处马术场以及2处足球或橄榄球场。
截至2023年3月，奥东河畔布雷特维尔俱乐部（LC Bretteville sur Odon，编号532116）是当地唯一的注册足球俱乐部。该队成立于1979年，其主队2022至2023赛季参加诺曼底大区足球联赛乙组（法国第七级别），其主场为市政球场（Stade Municipal）。

### 环境
奥东河畔布雷特维尔的环境事务由其所属的卡昂海滨城市公共社区负责。2019年，奥东河畔布雷特维尔境内暂无污染企业。

### 治安
奥东河畔布雷特维尔所在地是卡昂警区（zone police de Caen）的管辖范围。2020年，该警区辖区内共18个市镇累计发生各类案件9,732起，其中盗窃类案件4,880起，经济类案件1,368起，毒品交易类案件499起。

## 文化
2020年，奥东河畔布雷特维尔境内暂无任何文化设施。奥东河畔布雷特维尔市政府提供多媒体中心，每周二、三、六向公众开放。

### 建筑

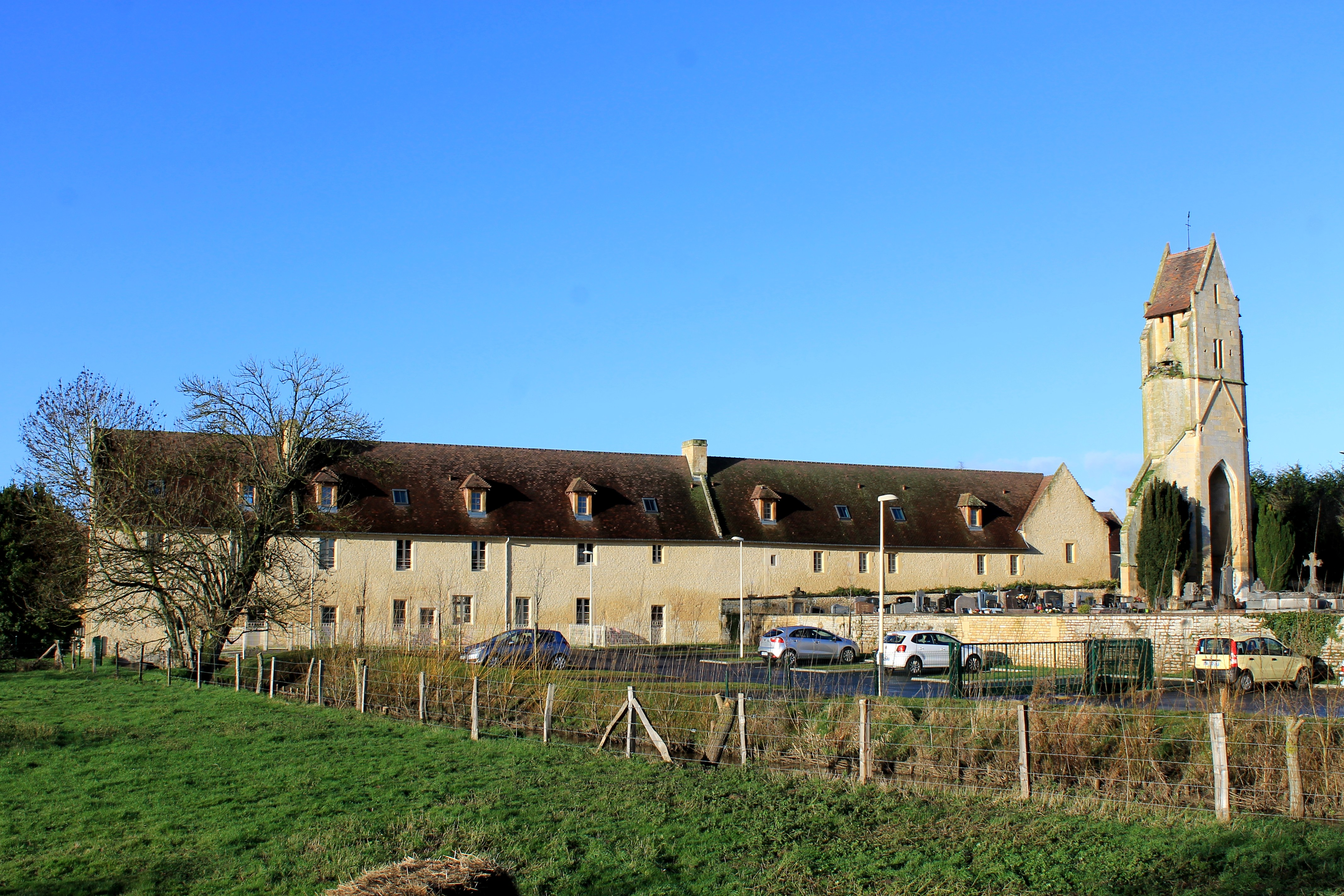
奥东河畔布雷特维尔农场旧钟楼

奥东河畔布雷特维尔境内有多处历史建筑，其中法国国家文物保护单位包括农场旧钟楼、男爵庄园等，圣母升天教堂（Église de l'Assomption-de-Notre-Dame de Bretteville-sur-Odon）是当地的地标性建筑物。

### 旅游
奥东河畔布雷特维尔的旅游事务由其所属的卡昂海滨城市公共社区负责。2021年，奥东河畔布雷特维尔境内共有2家酒店共计155间房间。

### 媒体
法国主要的媒体均可在奥东河畔布雷特维尔接收，法国电视三台下属的诺曼底大区频道在部分时段播出奥东河畔布雷特维尔所属区域的地方新闻。

## 友好城市
截至2023年3月，奥东河畔布雷特维尔共与三座城市互为友好城市关系：
- 德国 格拉特巴赫
- 英格兰 Woodbury
- 塞内加尔 Communauté rurale de Ouonck